# Jet Airways
Jet Airways (BSE: 532617) — индийская авиакомпания со штаб-квартирой в Мумбаи приостановившая свою деятельность. Это был второй после Air India международный перевозчик страны и крупнейший внутренний перевозчик Индии. Самолёты авиакомпании совершали около 400 рейсов ежедневно в 67 аэропортов. Главной базой авиакомпании являлся Международный аэропорт имени Чатрапати Шиваджи в Мумбаи, также хабами авиакомпании являлись аэропорты Бангалора, Брюсселя, Ченнай, Дели, Хайдарабада, Калькутты и Пуны.
В июле 2008 года Jet Airways называли второй в мире дальнемагистральной авиакомпанией после Singapore Airlines. Опрос, проводившийся в сентябре 2008, назвал Jet Airways седьмой среди лучших авиакомпаний мира. Jet Airways также побеждала в номинации за лучший кейтеринг. По состоянию на март 2008 года Jet Airways занимала 29,8 % рынка внутренних перевозок Индии, включая лоу-кост подразделение JetLite (7.1 %), что делает её крупнейшей авиакомпанией Индии. Тем не менее, авиакомпания находится в жёсткой конкуренции с другими местными перевозчиками, такими как Kingfisher Airlines, SpiceJet и IndiGo Airlines.
13 октября 2008 было объявлено о создании альянса между Jet Airways и Kingfisher Airlines. Авиакомпании будут иметь кодшеринговые соглашения на местных и международных рейсах, общее управление закупками топлива, будут объединены наземные службы, будут совместно использоваться экипажи, а также будет общая программа лояльности пассажиров.

## История

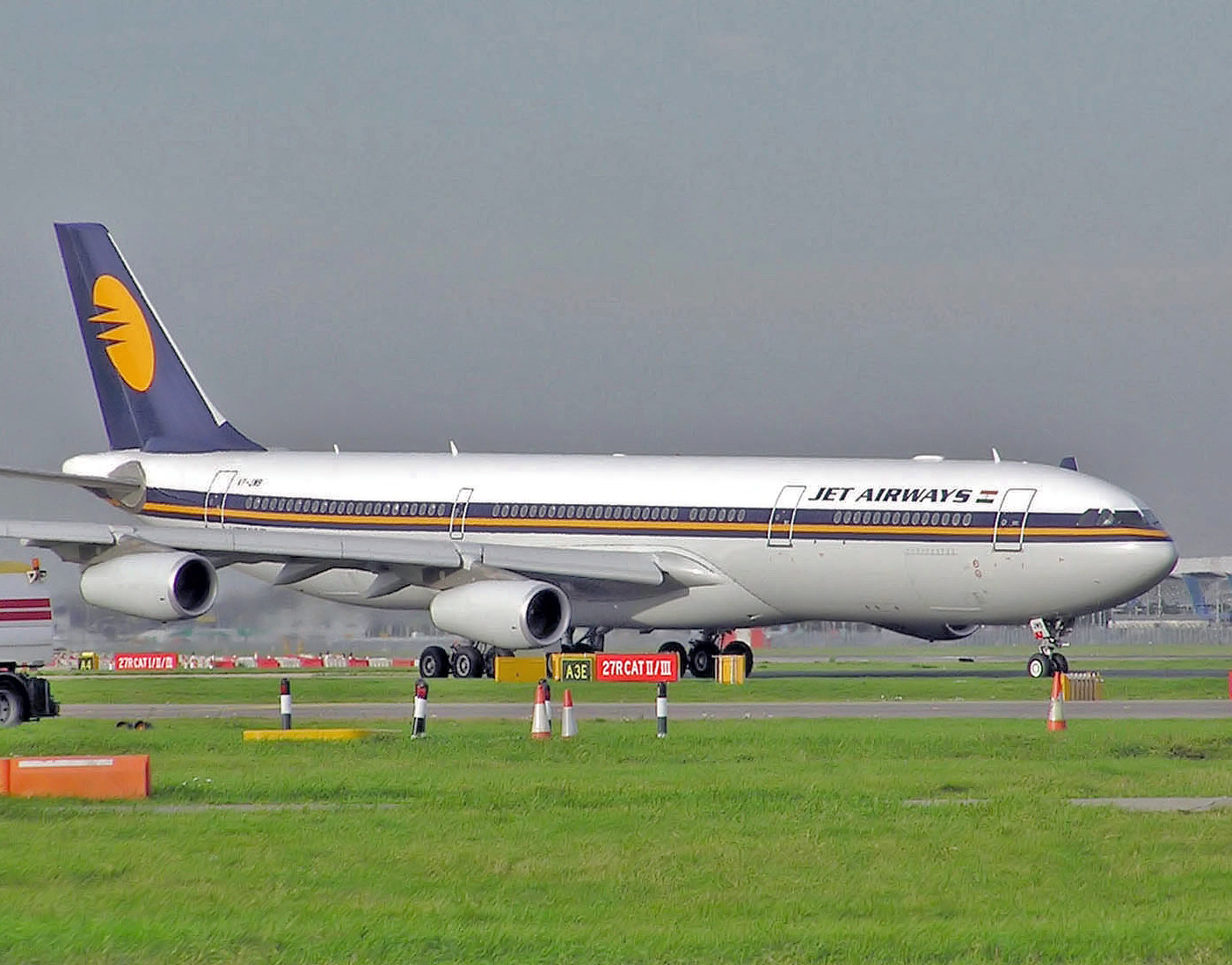
Airbus A340-300 со старым оформлением в 2005 году

Jet Airways начала работу в качестве оператора аэротакси 1 апреля 1992 года. Авиакомпания начала коммерческие рейсы 5 мая 1993 года, имея флот из 4 Boeing 737—300. В январе 1994 года изменения в законодательстве позволили Jet Airways получить статус регулярной авиакомпании, который был подтверждён 4 января 1995 года. Первым международным рейсом стал рейс на Шри-Ланку в марте 2004 года. Компания была включена в листинг Бомбейской фондовой биржи, 80 % её акций контролирует Нареш Гоял (который владеет компанией Tailwinds, материнской для Jet Airways).
Нареш Гойял, который уже являлся владельцем Jetair (Private) Limited, которая занималась продажами и маркетингом для иностранных компаний в Индии, создал Jet Airways, регулярную авиакомпанию с полным сервисом, для того, чтобы конкурировать с государственной Indian Airlines. Indian Airlines являлись монополией с 1953 года, когда крупнейшие индийские авиакомпании были национализированы, до января 1994 года, когда был отменён закон, ограничивающий работу частных авиакомпаний, и Jet Airways стала регулярной авиакомпанией.

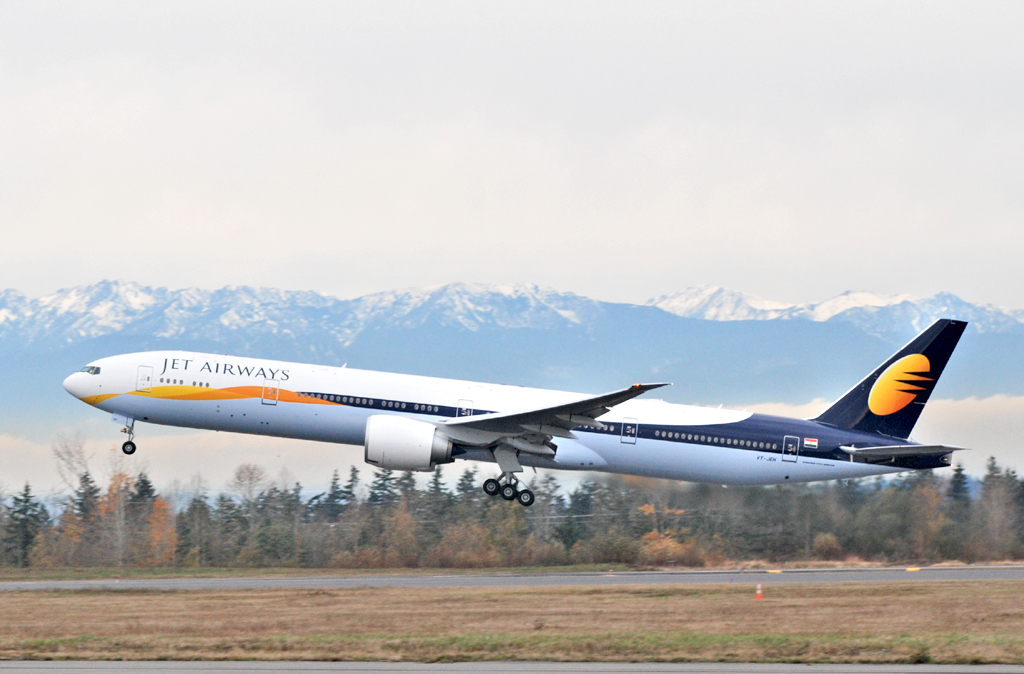
Jet Airways Boeing 777-35RER с новым оформлением в 2007 году

Jet Airways и Air Sahara были двумя индийскими частными авиакомпаниями, пережившими кризис в индийском бизнесе в начале 1990-х. В январе 2006 года Jet Airways объявила о планах приобрести Air Sahara за 500 млн долл., что должно было стать крупнейшей сделкой в истории авиации Индии. После этого приобретения авиакомпания стала бы крупнейшей в Индии, однако сделка была отменена в июне 2006 года.
12 апреля 2007 года Jet Airways согласилась приобрести Air Sahara зar 14.5 млрд рупий (340 млн долл. США). Air Sahara была переименована в JetLite и заняла на рынке промежуточное положение между лоу-кост и авиакомпанией с полным сервисом. В августе 2008 года Jet Airways объявила о планах полной интеграции JetLite в Jet Airways.
16 апреля 2016 года генеральный директор альянса SkyTeam Перри Кантарутти заявил о том, что альянс рассматривает возможность принятия Jet Airways и бразильскую Gol Linhas Aéreas Inteligentes в свой состав. Вместе с тем, обе авиакомпании к этому времени не выразили никакого желания вступать в SkyTeam.
17 апреля 2019 года авиакомпания прекратила полёты.
5 мая 2022 года, авиакомпания объявила об установочном полёте из Хайдарабада в Дели. Авиакомпания планирует начать полёты в ближайшее время.

## Назначения
Jet Airways осуществляют рейсы в 64 аэропорта непосредственно и ещё в 22 по кодшеринговым соглашениям. Кроме назначений в Индии и других частях индийского субконтинента (Коломбо, Дакка, Катманду), Jet Airways совершают рейсы в аэропорты Азии (Бангкок, Гонконг, Куала-Лумпур, Шанхай [до 13 января], Сингапур), Европы (Брюссель, Лондон), Ближнего Востока (Абу-Даби, Дубай, Бахрейн, Доха, Кувейт, Маскат) и Северной Америки (Нью-Йорк, Ньюарк, Сан-Франциско [до 13 января], Торонто).
Jet Airways использует вспомогательный хаб в Брюсселе, чтобы совершать рейсы из четырёх индийских аэропортов (Бангалор, Ченнай, Дели, Мумбаи) в Северную америку (Нью-Йорк, Ньюарк, Торонто).
Jet Airways закрыла рейсы в Шанхай и Сан-Франциско с 13 января 2009 года.

## Флот

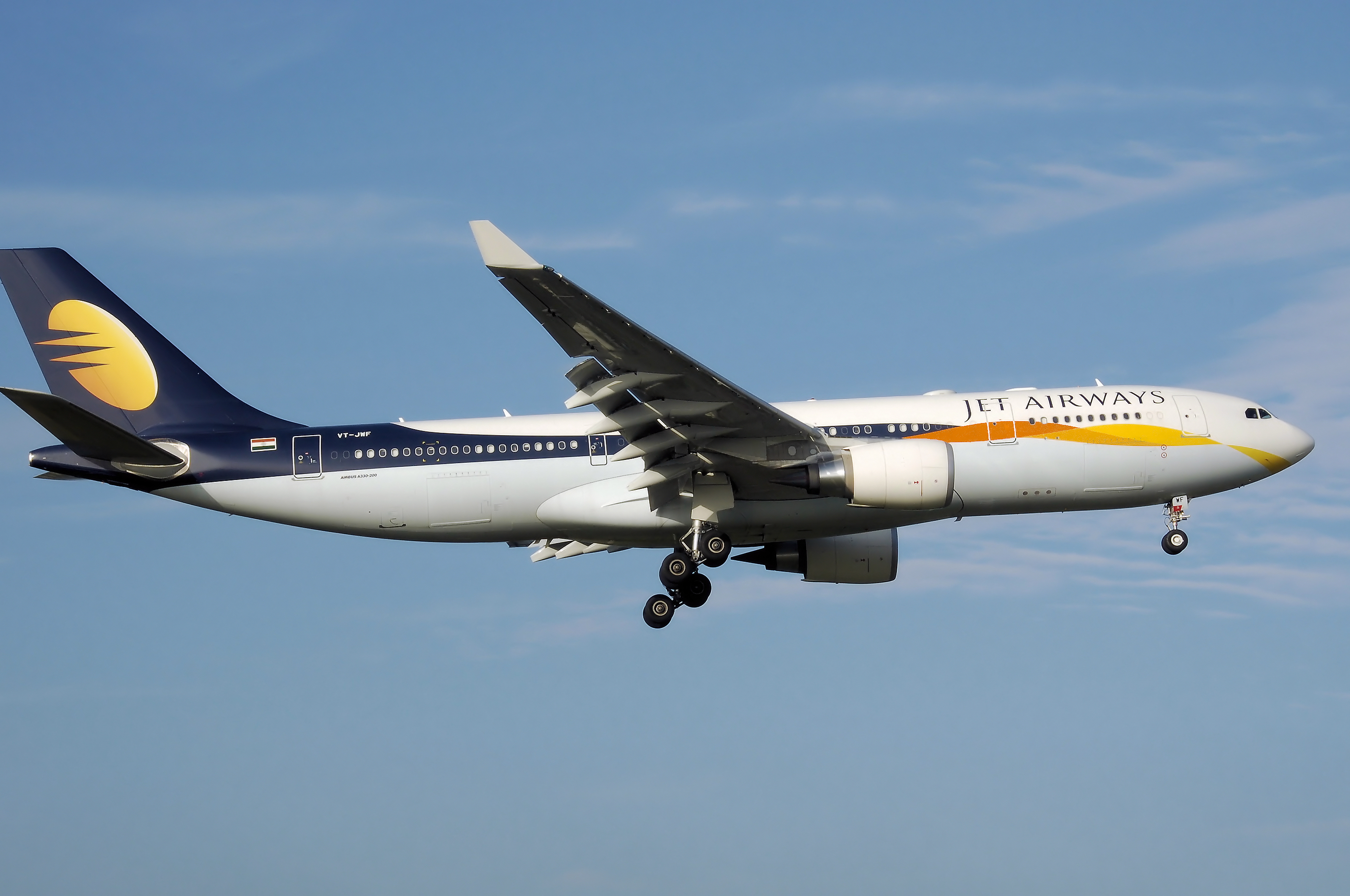
Airbus A330-200 Jet Airways

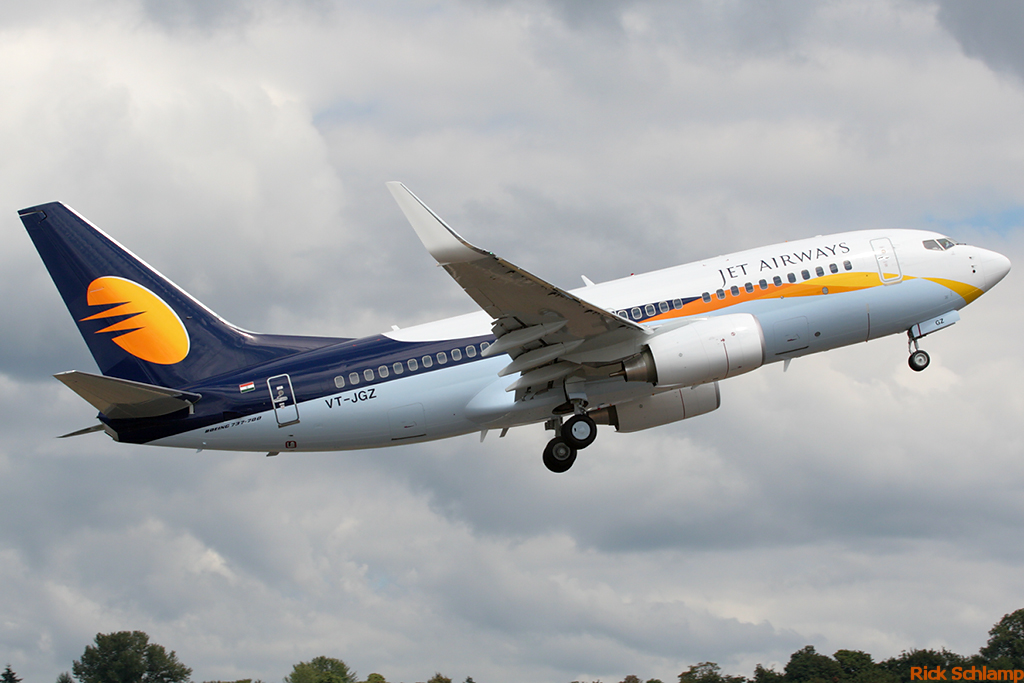
Boeing 737-75R Jet Airways

На момент прекращение полётов авиакомпания имела следующие самолёты:

## Кодшеринговые соглашения
- Aeroméxico
- Air Canada
- Air France
- Air Seychelles
- All Nippon Airways
- Bangkok Airways
- China Eastern Airlines
- Delta Air Lines
- Etihad Airways
- Fiji Airways
- Garuda Indonesia
- Hong Kong Airlines
- Jetstar Asia Airways
- Kenya Airways
- KLM
- Korean Air
- Malaysia Airlines
- Qantas
- Vietnam Airlines
- Virgin Atlantic